# Acropora splendida
Espèce
Acropora splendida est une espèce de coraux de la famille des Acroporidae. Ce taxon n'est pas reconnu par le WoRMS qui lui préfère Acropora valenciennesi.